# Digital Personal Workstation
Digital Personal Workstation — семейство рабочих станций начального и среднего уровня, разработанное и выпускавшееся компанией DEC. Эти рабочие станции основаны на микропроцессорах DEC Alpha и Intel Pentium Pro или Pentium II. Модели семейства могли работать под управлением операционных систем Digital UNIX, OpenVMS и Microsoft Windows NT. Первой, 23 сентября 1996 года, была представлена серия i-Series на базе Pentium Pro.
Семейство состояло из двух серий.

## i-Series
Модели i-Series созданы на базе микропроцессоров Intel Pentium Pro или Pentium II и работают под управлением Windows NT.
Серия включала следующие модели:
- 180i — 180 MГц Pentium Pro, представлена 23 сентября 1996 года[2]
- 200i — 200 MГц Pentium Pro, представлена 23 сентября 1996 года[2]
- 200i² — 200 MГц Pentium Pro, представлена 23 сентября 1996 года[2]
- 266i — 266 MГц Pentium II
- 300i — 300 MГц Pentium II
- 350i — 350 MГц Pentium II
- 400i — 400 MГц Pentium II
- 266i+ — 266 MГц Pentium II
- 300i+ — 300 MГц Pentium II
- 333i+ — 333 MГц Pentium II

Эти рабочие станции могли работать с 1 или 2 микропроцессорами и использовали стандартные чипсеты Intel. В моделях с Pentium Pro использовался Intel 440FX, в моделях с Pentium II с суффиксом «i» — Intel 440BX, с суффиксом «i+» — Intel 440LX. Верхний индекс «2» использовался для обозначения двухпроцессорных конфигураций.
Модели i-Series имели 4 слота DIMM на материнской плате и поддерживали стандартные небуферизованные или регистровые 100 МГц модули ECC SDRAM DIMM. Рабочие станции i-Series поддерживали от 32 МБ до 512 МБ небуферизованной памяти или от 64 МБ до 1 ГБ регистровой памяти. Нельзя было одновременно устанавливать модули небуферизованной и регистровой памяти в одну систему. Модули небуферизованной памяти имели объем в 32, 64 или 128 МБ, а регистровой — 64, 128 или 256 МБ.

## a-Series
Модели a-Series, под кодовым названием «Miata» созданы на базе микропроцессора Alpha 21164A. Модели с суффиксом «a» работают под управлением Windows NT (посредством AlphaBIOS), с суффиксом «au» — под управлением Digital UNIX или OpenVMS (посредством SRM). На COMDEX 1997 модель 500a стала финалистом в категории «Лучшая рабочая станция» по версии журнала Byte.
Серия включала следующие модели:
- 433a/433au — 433 МГц Alpha 21164A
- 500a/500au — 500 МГц Alpha 21164A
- 600a/600au — 600 МГц Alpha 21164A

Микропроцессор Alpha устанавливался в ZIF-сокет и мог быть заменен на более производительный. В этих компьютерах использовался чипсет DEC 21174, также известный под названием «Pyxis». Для увеличения гибкости и уменьшения стоимости, кеш-память 3-го уровня (L3) для этих моделей была опциональна. Если кеш 3-го уровня всё же был необходим, то в специальный кеш-слот (англ. cache slot) мог устанавливаться модуль кеш-памяти (англ. cache module), содержавший микросхемы SRAM, которые выполняли функции кеша. Модуль кеш-памяти мг быть объёмом 2 или 4 МБ.
Было произведено две версии материнской платы для Miata: MX5 и MiataGL. Более поздняя MiataGL имела модифицированный чипсет Pyxis (был исправлена ошибка в работе PCI DMA), другой ATA-контроллер, распаянный прямо на плате SCSI-контроллер QLogic 1040 и интерфейс USB.
Модели a-Series имели 144-битную шину памяти, из которых 128 бит использовалось для данных и 16 бит являлись битами коррекции ЕСС. Имели по 3 группы блоков памяти, каждый состоял из 2 слотов DIMM, т. е. всего 6 слотов, которые в сумме поддерживали от 32 МБ до 1,5 ГБ оперативной памяти. В машинах a-Series использовались 72-битные проприетарные модули DIMM с исправлением ошибок (ECC), которые вдвое длиннее стандартных модулей DIMM и содержат по две строки микросхем SDRAM в каждом столбце, вместо одного. Эти модули устанавливались одинаковыми парами для полноценного использования всей ширины шины памяти.